# Кедарска револуција
Кедар револуција (арап. ثورة الأرز) је назив за серију политичких демонстрација у Либану (посебно у престоници Бејруту) коју је испровоцирао атентат на некадашњег либанског премијера Рафика Харирија 14. фебруара 2005. године.
Примарни циљ почетних активности било је повлачење сиријских трупа из Либана и замена владе на коју је Сирија имала велики утицај, независнијом управом. Такође је инсистирано на формирању међународне комисије која би испитала атентат на Харирија, оставкама безбедносних званичника и организацији слободних парламентарних избора. На демонстрацијама је тражено онемогућавање сиријског утицаја на политику Либана. На почетку демонстрација у Либану се налазило око 14.000 сиријских војника и припадника служби безбедности. Под утицајем ових демонстрација сиријске трупе су се потпуно повукле из Либана до 27. априла 2005. године. Такође је распуштена просиријска влада што је био један од кључних циљева демонстрација.
Демонстранти су као своје симболе носили беле и црвене мараме као и прохариријевске плаве траке. Најчешћи слогани демонстраната били су Слобода, сувереност, независност и Истина, слобода, национално јединство.

## Атентат на Харирија
Дана 14. фебруара 2005. године, десет година након релативне политичке стабилности, Либан је потресен атентатом на бившег премијера Рафика Харирија у експлозији аутомобила-бомбе. Нашироко се веровало да је Сирија стајала иза убиства, услед свог великог присуства у погледу војске и обавештајних служби у Либану, и услед јавно документованог спора између Харирија и Дамаска око продужења председничког мандата тренутног председника Либана Емила Лахуда, за којег се сматра да је симпатизер Сирије. Сирија међутим негира било какво учешће у убиству. Неки извори такође наводе могуће покривање криминалних радњи од стране либанских власти. До овог момента, ниједна особа нити организација није директно повезана са убиством, и истрага је у току.

## Демонстрације
Атентат је резултовао великим антисиријским протестима у Бејруту на којима се захтевала оставка просиријске власти у Либану. По узору на Револуцију Руже и Наранџасту револуцију (Украјина) у 2004. години, ове масовне протесте Стејт дипартмент САД је назвао Кедар револуцијом (Кедар је дрво којим су пошумљене планине у Либану, те је и симбол државе као и симбол на застави). Име је убрзо добило на популарности у свим страним медијима. 28. фебруара 2005. године преко 70.000 људи је демонстрирало на јавном тргу, што је довело до оставке премијера Омара Карамија и његове владе. Он је остао про форме на власти као премијер, све до именовања новог премијера и владе.
Као одговор на овај протест, Хезболах је организовао велики контра-митинг 8. марта у Бејруту, на којем је дата подршка Сирији и на којем су оптужене САД и Израел за мешање у унутрашње ствари Либана. Хезболах је на основу Резолуције 1559 Савета Безбедности требало да се разоружа, и уклони са политичке сцене Либана, међутим од доношења резолуције, он покушава да увећа број својих чланова играјући на емоције цивила о мешању страних држава у домаће проблеме. Овај протест је био бројнији од првобитног. Новинари верују да се број окупљених попео на стотине хиљада, док неименовани извор и државна телевизија (која је симпазитер Сирије) наводе да је број окупљених био око 1,5 милиона.

## Парламентарни избори
Након избора, Хариријева партија Покрет Будућности, тада најјача странка у држави, је номиновала Фоуда Синиора, бившег министра финансија, на место премијера. Његова новооформљена влада је добила већину у парламенту упркос противљењу генерала Ауноа.
Дана 18. јула, новоизабрана либанска влада, која је доминирала припадницима антисиријског сентимента, је одобрила предлог да се помилује Самир Гегеа, који је последњих 11 година провео у самици у подземном притвору без икаквог контакта са вестима око себе. Предлог је одобрен од стране просиријског председника Емила Лахуда.

## Истрага поводом атентата
Дана 1. септембра 2005. године, четири тренутна и један бивши званичник Либана (бивши министар одбране мајор генерал Џамил ал-Сајад, бивши министар полиције мајор генерал Али Хаџ, бивши шеф обавештајне службе генерал Рејмонд Азар, и командир гарде Мустафа Хамдан) су оптужени за Хариријево убиство.
Дана 21. октобра, Детлев Мехлис, на челу тима Уједињених нација који је задужен за расветљавање атентата, објављује свој извештај. У извештају се наводи да „многи докази показују директну умешаност сиријских званичника“. На конференцији за новинаре, Мехлис је инсистирао на томе да је неколицина имена у извештају дата тиму УН од стране „сведока чији кредибилитет захтева додатну проверу“ и да је он знао да ће извештај бити доступан јавности, да би уклонио имена осумњичених, у уверењу да су невини док се та невиност не докаже или оповргне.

## Повлачење сиријских трупа
Мајор генерал Џамил Сајед, највиши командант либанских снага иначе један од највернијих сарадника са Сиријом, је дао оставку 25. априла 2005. године. Следећег дана преосталих 250 припадника сиријских трупа се повукло из Либана.
Током церемоније повлачења, командант сиријских снага генерал Али Хабиб је изјавио да је сиријски председник одлучио да повуче своје трупе из Либана након што је утврђено да је „Либан војно способан да брани своју територију и своје интересе“.
Снаге Уједињених нација предвођене сенегалским бриг. ген. Моухмаду Канџи су послате да надгледају повлачење сиријских трупа што је тражено Резолуцијом 1559.